# Zapotlán el Grande
Pour les articles homonymes, voir Zapotlán del Rey (es) et Zapotlán de Juárez (es).
 Zapotlán el Grande est une municipalité de la région Sud de l'État de Jalisco au Mexique.
La municipalité a 105 423 habitants en 2015 dont la plupart résident dans sa principale ville et chef-lieu Ciudad Guzmán.

## Démographie
En dehors de Ciudad Guzmán (près de 95 000 habitants en 2005), les principales localités sont El Fresnito, Atequizayán et Colonia del Fresno qui ont respectivement environ 800, 380 et 280 habitants[réf. souhaitée].
Au recensement de 2015, la population de la municipalité passe à 105 423 habitants.

## Toponymie
Zapotlán vient du nahuatl tzapotl qui désigne toutes sortes de fruits ronds et sucrés (dont le zapote) et qui a donné leur nom aux Zapotèques. La terminaison tlán signifie lieu mais peut aussi se référer à tlanti qui signifie dent ou encore au maïs tlayolan.
La région s'appelle successivement Tlayolán (qui signifierait « terre fertile en maïs »), Tzapotlán (fertile en zapotes, citrouilles et maïs) et  Tzaputlán. Le frère Juan de Padilla donne ce nom à la ville de « Santa María de la Asunción de Zapotlán ». La région s'appelle ensuite « Zapotlán el Grande » pendant 150 ans jusqu'en 1856 où la municipalité prend le nom de « Ciudad Guzmán » en l'honneur du général insurgé Gordiano Guzmán (es) (1789-1854). Le 9 janvier 1997, la municipalité reprend son ancien nom de « Zapotlán el Grande » tandis que son chef-lieu conserve celui de Ciudad Guzmán[réf. souhaitée].

## Géographie
Ciudad Guzmán, chef-lieu de la municipalité de Zapotlán el Grande est une des principales villes du Jalisco et se trouve à 124 km de Guadalajara.
La municipalité de Zapotlán el Grande est entourée par celles de San Gabriel au nord-ouest, Gómez Farías (es) au nord, Tamazula de Gordiano au nord-est, Zapotiltic (es) au sud-est, Tuxpan et Tonila au sud, Zapotitlán de Vadillo (es) au sud-ouest.

## Personnalités liées à la municipalité
Sont nés dans la municipalité de Zapotlán el Grande, pour la plupart à Ciudad Guzmán, notamment :
- José Rolón (1876-1945), compositeur et chef d'orchestre ;
- José Clemente Orozco (1883-1949), peintre ;
- Consuelo Velázquez (1916-2005), pianiste et compositrice ;
- Juan José Arreola (1918-2001), écrivain ;
- Alberto Cárdenas (né en 1958), homme politique, gouverneur du Jalisco de 1995 à 2001.